# 58. vestlige længdekreds
Den 58. vestlige længdekreds (eller 58 grader vestlig længde) er en længdekreds, der ligger 58 grader vest for nulmeridianen. Den løber gennem Ishavet, Nordamerika, Atlanterhavet, Sydamerika, det Sydlige Ishav og Antarktis.